# 零時間運動
零時間運動（英文：Zero Time Exercise）是2015年由香港賽馬會慈善信託基金及香港大學公共衞生學院提出的計劃，是不需要時間、金錢或器材，利用坐著、站著及步行時進行的體能運動。其運動概念是鼓勵市民大眾透過簡單的動作，增加日常的運動量。「零時間運動」隨時、隨地、任何人都可以進行。這種體能運動可以融入日常生活之中，例如在家中、在工作間、排隊時及等人等車時。而且不同年齡的家庭成員也適合。
「零時間運動」概念是由「愛 + 人：賽馬會和諧社會計劃」於2015年提出。該計劃是一個非牟利項目，由香港賽馬會慈善信託基金及香港大學公共衞生學院合辦。

## 健康好處

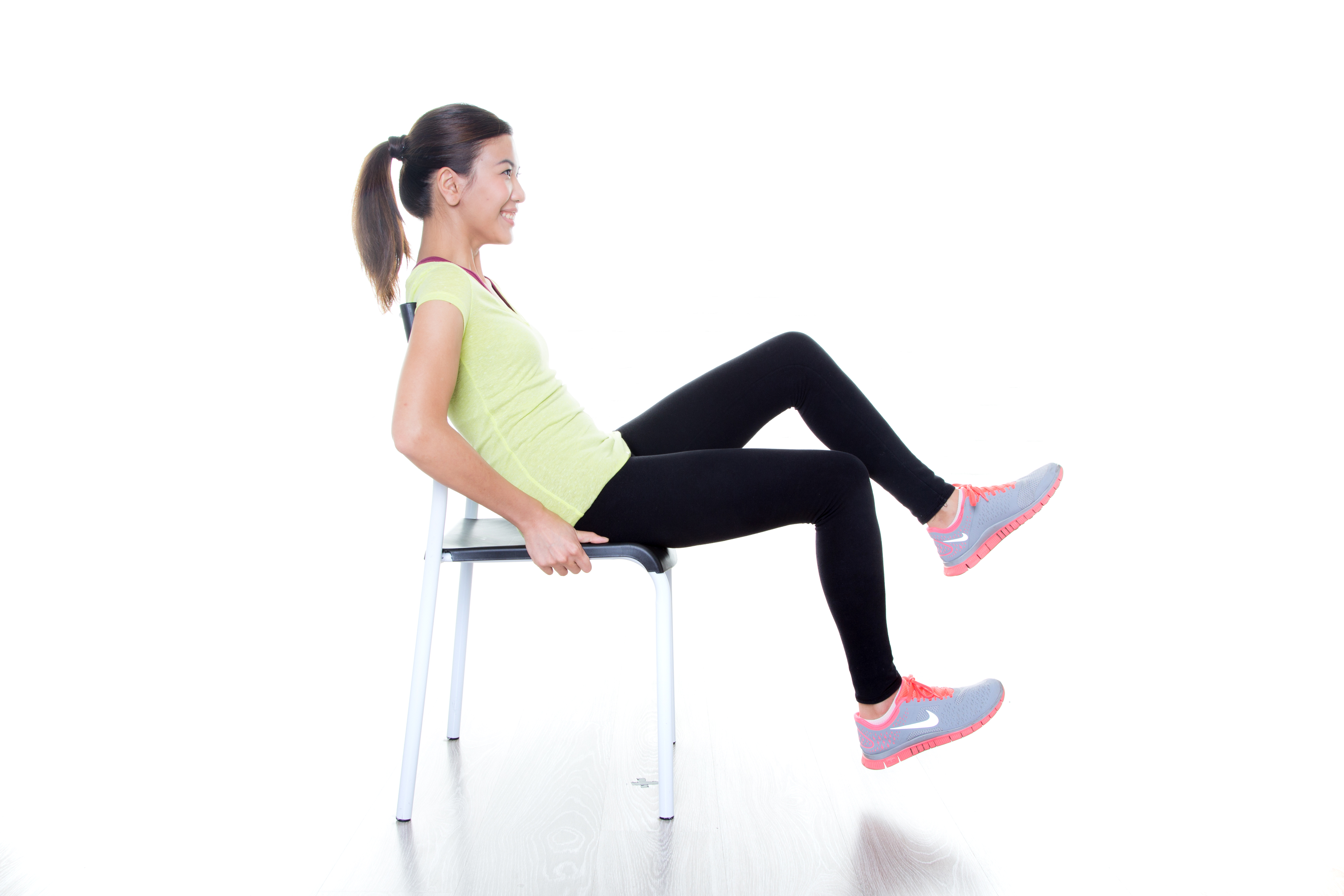
踩空氣單車

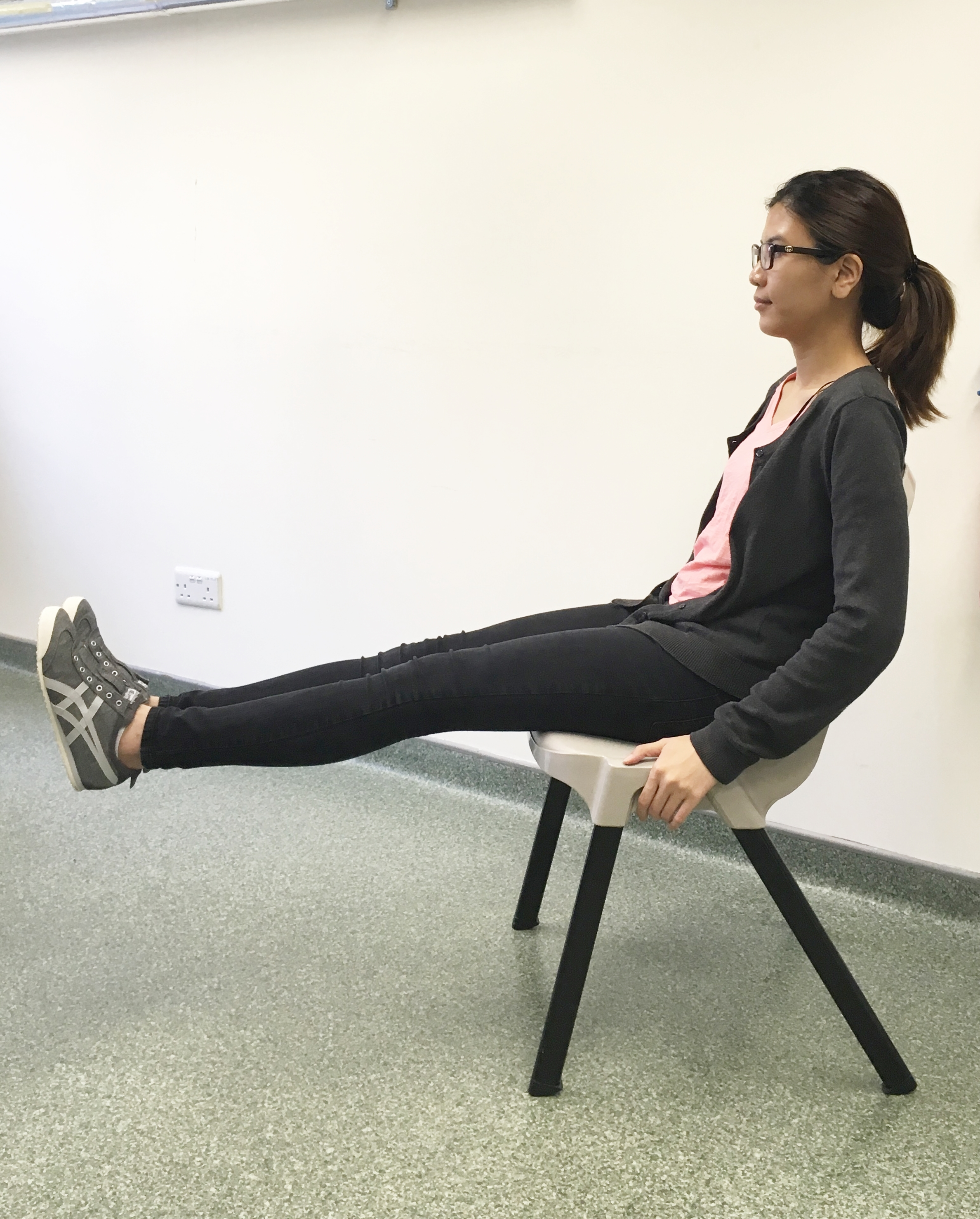
坐姿提腿

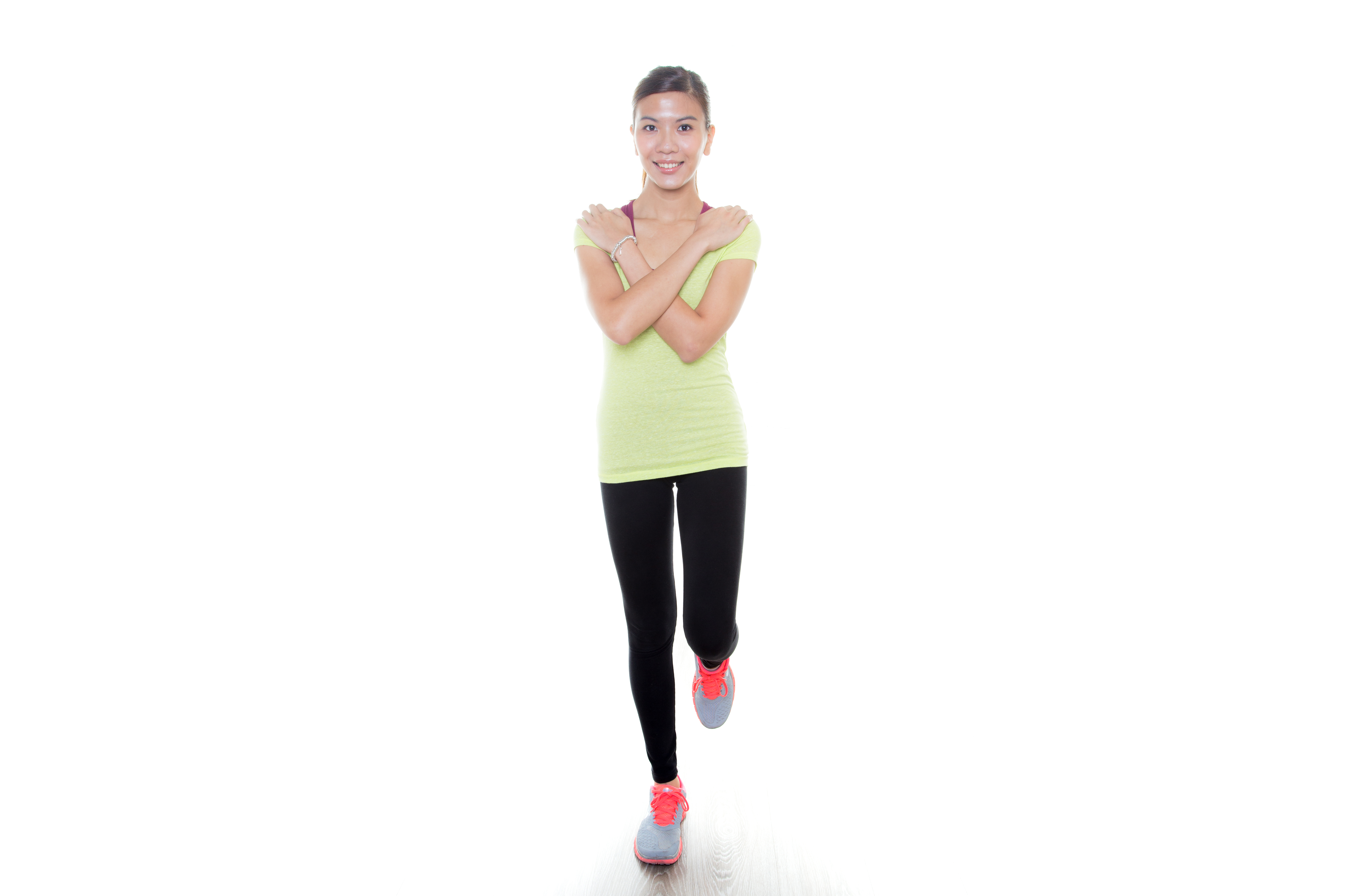
單腳站立

靜態生活方式是其中一個導致肥胖、糖尿病及抑鬱的風險因素。日常多進行「零時間運動」，可減少久坐/站不動的時間及對健康的不良影響。「零時間運動」可幫助燃燒能量、強化肌肉、增強心肺功能、改善血液循環及提神減壓。任何人士也適合進行「零時間運動」：對於運動不足的人士，「零時間運動」十分容易進行；經常坐/站不動的人士，它可減少久坐/站不動的時間；即使達到世界衞生組織最低體能活動標準的人士，亦可以做「零時間運動」來增加運動量。

## 傳媒報導
香港大學公共衞生學院於2015年5月14日舉行新聞發布會，公布「香港家庭及健康資訊問卷調查」關於香港人的體能活動的研究結果，同時提倡「零時間運動」，獲得不少香港傳媒報導。
於2016年，香港電台 RTHK TV 31《醫生與你》電視節目更設專題環節「零時間運動」。